# 伊差川
伊差川（いさがわ）は沖縄県名護市にある地名の一つ。

## 概要
1970年の合併までは羽地村で、もっとも南に位置していた。現在も羽地地域の入口で今帰仁村と山原3村（国頭村・大宜味村・東村）各方面の分岐点で、これらと名護市街方面の結節点でもある。最近は国道58号が整備され、休日を中心に渋滞することも度々ある。
東側に多野岳や名護岳があり、おおむね農業が盛んな地域で沖縄本島北部地区のJA（農協）の中心であることから、JA関連施設が多い。また名護市街地のベッドタウンとしてそれほど多くないものの住宅も多く、実質羽地地域の中心地である（元の羽地村役所である名護市羽地支所は1kmほど先の仲尾次にある）。
よく伊差川の「差」の文字を「佐」と間違い「伊佐川」と表記することがあるが、これは明らかに間違いである。伊佐川は島根県や山口県にある河川名。また「伊佐川」とつく地名・バス停は沖縄県内にも宜野湾市伊佐にある。現在は住所としては伊佐川という地名はないものの、戦前は伊佐川という集落があった。

## 主要施設
農業が盛んな地域であるため、JA（農協）関係の施設が多い。
- JAおきなわ
  - 羽地支店
  - 羽地共同集出荷施設
  - ハム工場
  - 北部地区パイナップル生産振興協議会
  - 名護市高齢者生涯デイサービス事業所
  - 北部地区営農センター
  - 生産資材センター
  - 葬祭センター
  - 経済連バラ飼料中継基地
  - モーレ（Aコープ・JAスーパー）
  - GPセンター
  - 沖縄県経済連農産加工場
- 沖縄県農林水産部北部家畜保健所
- 沖縄明治乳業北部営業所

## 交通

### 道路
- 国道58号
  - 名護バイパス（1986年開通）
  - 伊差川バイパス（1991年開通）
  - 名護東道路（2012年開通、地域高規格道路）
- 沖縄県道71号名護宜野座線（伊差川三叉路～名護市街方面は1987年までこちらが国道58号だった。また全区間本部循環線でもある）

### 路線バス
当地域内には伊差川入口、伊差川、第二伊差川、伊差川団地入口の4つのバス停があり、伊差川三叉路で国道58号方面と今帰仁村（国道505号）方面に分かれ、前者は第二伊差川、後者は伊差川団地入口にそれぞれ停車する（伊差川入口・伊差川両バス停は両方面とも停車）。なお国道58号方面はいずれもバイパス開通前の旧道を通る（現国道区間は一部を除きバスは通らない）。
当地域内を通る路線バスは以下の5路線（いずれも琉球バス交通・沖縄バスの共同運行）。
- 65番・本部半島（渡久地廻り）線（今帰仁村→名護市街方面）
- 66番・本部半島（今帰仁廻り）線（名護市街→今帰仁村方面）
- 67番・辺土名線（国道58号～大宜味村～国頭村方面）
- 72番・屋我地線（国道58号～屋我地島方面）

## 隣接する地域
- 大北
- 名護
- 内原
- 我部祖河
- 呉我
- 振慶名
- 田井等